# Cauterio

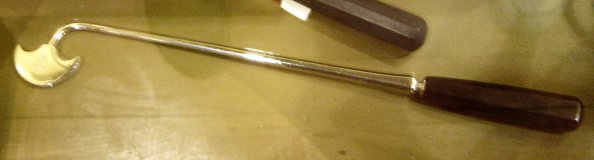
Cauteri tradizionali utilizzati a caldo per interrompere il sanguinamento dalle arterie

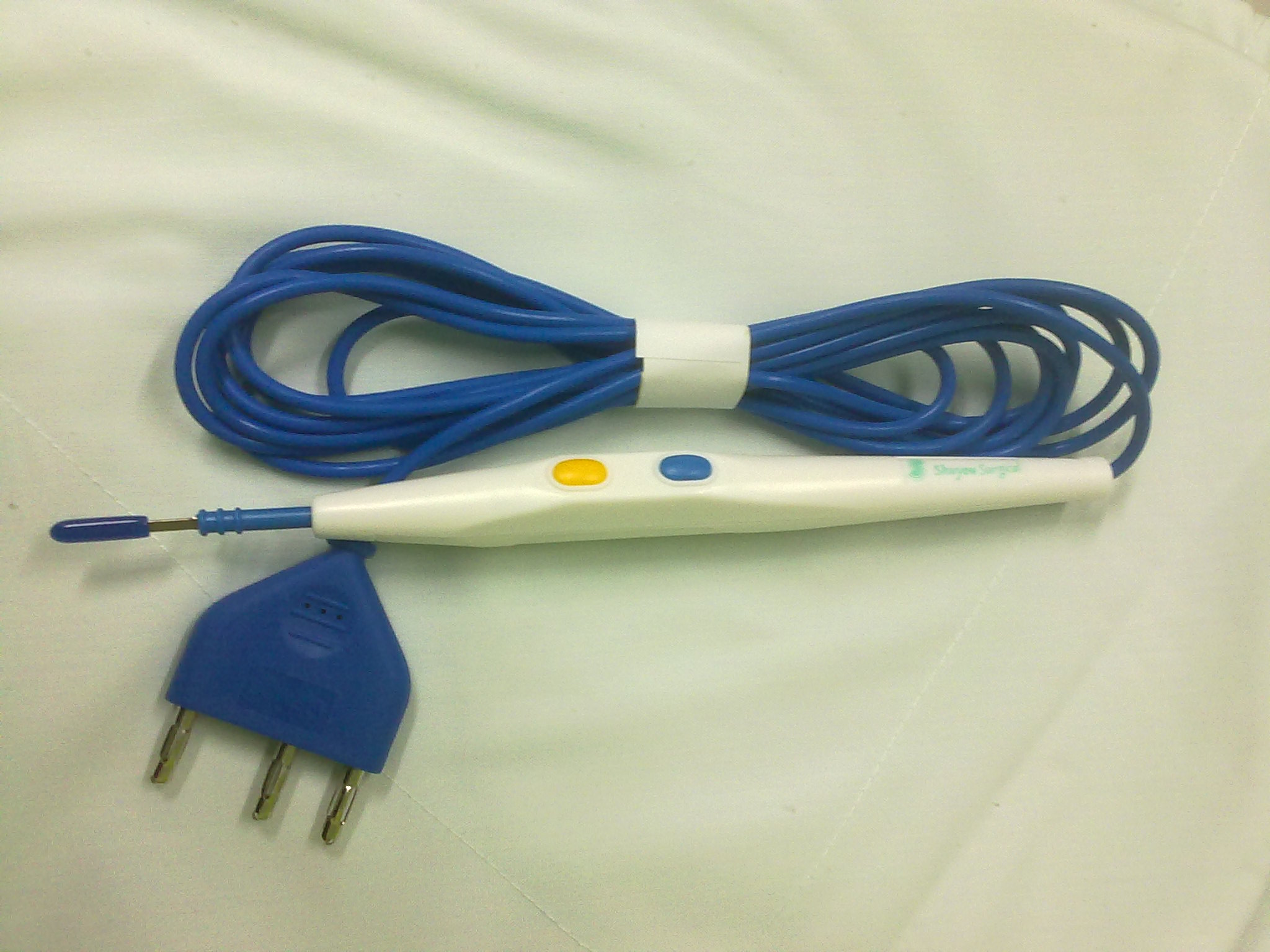
Elettrocauterio

Cauterio è termine che deriva dal greco (kautòs, che brucia) ed indica un ferro rovente capace di bruciare le strutture anatomiche con cui viene a contatto. 

## Utilizzo
Usato originariamente dai romani per marchiare le bestie, fu adoperato anche dai chirurghi per ottenere l'emostasi delle superfici cruentate o dei vasi sanguigni interrotti. Successivamente, in epoca medioevale, fu preferito al bisturi soprattutto dai chirurghi arabi perché all'azione del taglio associava quella della emostasi.
Per molti secoli, anche per influenza della Scuola Medica Salernitana, fu impiegato per produrre la suppurazione delle ferite che si riteneva fosse utile alla loro guarigione. A tale scopo venivano adoperate anche l'olio bollente o alcune sostanze, dette appunto caustiche, che venivano versate sulle ferite.